# Trần Văn Kiểm
Trần Văn Kiểm (sinh năm 1966) là thẩm phán cao cấp người Việt Nam. Ông hiện giữ chức vụ Chánh án Tòa án nhân dân tỉnh Nam Định.

## Tiểu sử
Trần Văn Kiểm sinh năm 1966, quê quán tại xã Hải Anh, huyện Hải Hậu, tỉnh Nam Định.
Ông có bằng Thạc sĩ Luật học.
Ông là đảng viên Đảng Cộng sản Việt Nam.
Ngày 13 tháng 6 năm 2013, Trần Văn Kiểm, Chánh án Tòa án nhân dân thành phố Nam Định, tỉnh Nam Định, được Chánh án TAND tối cao bổ nhiệm giữ chức vụ Phó Chánh án Tòa án nhân dân tỉnh Nam Định (Quyết định số 1519/QĐ-TCCB ngày 13/6/2013), Lương Hồng Minh, Phó Chánh án được bổ nhiệm làm Chánh án Tòa án nhân dân tỉnh Nam Định.
Ngày 3 tháng 6 năm 2016, Trần Văn Kiểm, Phó Chánh án Tòa án nhân dân tỉnh Nam Định, được Chánh án Tòa án nhân dân tối cao Việt Nam Nguyễn Hòa Bình bổ nhiệm giữ chức vụ Chánh án Tòa án nhân dân tỉnh Nam Định thay cho ông Lương Hồng Minh được Tòa án tối cao điều động làm Vụ trưởng Vụ giám đốc kiểm tra I, Tòa án nhân dân tối cao.
Hiện nay (2018), ông đang là Tỉnh ủy viên Tỉnh ủy Nam Định, Chánh án Tòa án nhân dân tỉnh Nam Định.